# Moritz Zimmer
Moritz Zimmer (1980) es un deportista alemán que compitió en natación. Ganó una medalla de plata en el Campeonato Europeo de Natación de 2002, en la prueba de 4 × 200 m libre.

## Palmarés internacional
| Campeonato Europeo | Campeonato Europeo | Campeonato Europeo | Campeonato Europeo |
| Año                | Lugar              | Medalla            | Prueba             |
| ------------------ | ------------------ | ------------------ | ------------------ |
| 2002               | Berlín (Alemania)  | Medalla de plata   | 4 × 200 m libre    |